# Sérévillers
Sérévillers és un municipi francès, situat al departament de l'Oise i a la regió dels Alts de França. L'any 2007 tenia 114 habitants.

## Demografia

### Població
El 2007 la població de fet de Sérévillers era de 114 persones. Hi havia 47 famílies de les quals 13 eren unipersonals (13 dones vivint soles i 13 dones vivint soles), 17 parelles sense fills, 13 parelles amb fills i 4 famílies monoparentals amb fills.
La població ha evolucionat segons el següent gràfic:
Habitants censats

### Habitatges
El 2007 hi havia 56 habitatges, 43 eren l'habitatge principal de la família, 10 eren segones residències i 2 estaven desocupats. Tots els 56 habitatges eren cases. Dels 43 habitatges principals, 35 estaven ocupats pels seus propietaris, 7 estaven llogats i ocupats pels llogaters i 1 estava cedit a títol gratuït; 5 tenien tres cambres, 12 en tenien quatre i 26 en tenien cinc o més. 40 habitatges disposaven pel capbaix d'una plaça de pàrquing. A 21 habitatges hi havia un automòbil i a 16 n'hi havia dos o més.

### Piràmide de població
La piràmide de població per edats i sexe el 2009 era:
| Homes | Edats   | Dones |
| ----- | ------- | ----- |
| 0     | 95 o +  | 0     |
| 0     | 90 a 94 | 0     |
| 0     | 85 a 89 | 0     |
| 0     | 80 a 84 | 4     |
| 4     | 75 a 79 | 4     |
| 0     | 70 a 74 | 0     |
| 4     | 65 a 69 | 4     |
| 4     | 60 a 64 | 4     |
| 0     | 55 a 59 | 0     |
| 4     | 50 a 54 | 4     |
| 0     | 45 a 49 | 4     |
| 4     | 40 a 44 | 4     |
| 4     | 35 a 39 | 0     |
| 4     | 30 a 34 | 0     |
| 0     | 25 a 29 | 0     |
| 4     | 20 a 24 | 8     |
| 8     | 15 a 19 | 4     |
| 0     | 10 a 14 | 4     |
| 4     | 5 a 9   | 4     |
| 4     | 0 a 4   | 0     |

## Economia
El 2007 la població en edat de treballar era de 63 persones, 50 eren actives i 13 eren inactives. De les 50 persones actives 48 estaven ocupades (25 homes i 23 dones) i 2 estaven aturades (2 homes). De les 13 persones inactives 1 estava jubilada, 6 estaven estudiant i 6 estaven classificades com a «altres inactius».
Activitats econòmiques
L'únic establiment que hi havia el 2007 era d'una empresa de comerç i reparació d'automòbils.
L'any 2000 a Sérévillers hi havia 7 explotacions agrícoles.

## Equipaments sanitaris i escolars
El 2009 hi havia una escola maternal integrada dins d'un grup escolar amb les comunes properes formant una escola dispersa.

## Poblacions més properes
El següent diagrama mostra les poblacions més properes.